# جورج جاينز
جورج جاينز (بالإنجليزية: George Gaynes)‏ (مواليد 16 مايو 1917 في هلسنكي - الوفاة 15 فبراير 2016)، هو ممثل ومغني وممثل صوت وكوميدي أمريكي بدأ مسيرته الفنية عام 1940. ولد لأبوان هولنديان في فنلندا ونشأ في فرنسا وإنجلترا وسويسرا. وكان قد خدم مع البحرية الهولندية أثناء الحرب العالمية الثانية. ثم هاجر إلى الولايات المتحدة وأصبح مواطن أمريكي وبدأ مسيرته الفنية في مسرح برودواي.
الدور الأبرز الذي اشتُهر فيه هو دور الآمر إريك لاسارد في سلسلة أفلام أكاديمية الشرطة، حيثُ لعب دور البطولة فيه بأجزائه السبعة. كما شارك جورج الممثل داستن هوفمان في بطولة فيلم توتسي، الذي رشح للحصول على جائزة الأوسكار.
اعتزل جاينز العمل عام 2003 بعد المشاركة في الفيلم الكوميدي «متزوجان للتو» مع أشتون كاتشر وبريتاني مورفي.

## الأعمال

### أفلام
- الطريق الذي كنا عليه (1973)
- توتسي (1982)
- أكاديمية الشرطة (7 أجزاء)
- العم فانيا
- ذيل الكلب (1997)
- متزوجان للتو (2003)

### مسلسلات
- شايان
- رجل الستة ملايين دولار
- كوينسي إم إي
- لاسي الجديدة

## وصلات خارجية
- جورج جاينز على موقع IMDb (الإنجليزية)
- جورج جاينز على موقع روتن توميتوز (الإنجليزية)
- جورج جاينز على موقع ألو سيني (الفرنسية)
- جورج جاينز على موقع ميوزك برينز (الإنجليزية)
- جورج جاينز على موقع تيرنر كلاسيك موفيز (الإنجليزية)
- جورج جاينز على موقع أول موفي (الإنجليزية)
- جورج جاينز على موقع قاعدة بيانات برودواي على الإنترنت (الإنجليزية)
- جورج جاينز على موقع قاعدة بيانات الأفلام السويدية (السويدية)
- جورج جاينز على موقع إن إن دي بي (الإنجليزية)
- جورج جاينز على موقع أول ميوزيك (الإنجليزية)